# Medizinforschungsgesetz
Das Medizinforschungsgesetz ist ein deutsches Artikelgesetz, das am 29. Oktober 2024 im Bundesgesetzblatt verkündet wurde und überwiegend seit dem 30. Oktober 2024 gilt. Es bündelt Arzneimittel‑, Medizinprodukte‑ und strahlenschutzrechtliche Verfahren, führt beschleunigte Genehmigungsfristen für klinische Prüfungen ein und enthält wirtschafts‑ sowie erstattungsrechtliche Anreize, die den Forschungs‑ und Produktionsstandort Deutschland stärken sollen.

## Hintergrund und Gesetzgebungsverlauf
Die Idee eines MFG entstand im Rahmen der „Nationalen Pharmastrategie“, die Bundesgesundheitsminister Karl Lauterbach Anfang Dezember 2023 vorgestellt hatte. Ziel war es, Deutschland nach einem deutlichen Rückgang internationaler Studienaktivitäten wieder attraktiver zu machen und zugleich Lehren aus pandemiebedingten Lieferengpässen zu ziehen. Nach einem Referentenentwurf vom 19. Januar 2024 folgte der Kabinettsbeschluss am 27. März, die erste Bundestagslesung am 6. Juni und die Schlussabstimmung am 5. Juli 2024. Der Bundesrat ließ das Gesetz am 27. September 2024 passieren; einen Tag nach der Verkündung trat es in Kraft.

## Ziele und wesentliche Regelungen
Das Gesetz setzt drei Schwerpunkte.
- Erstens verkürzt es die Frist für mononationale klinische Studien auf 28 Tage und zwingt Behörden wie das Bundesinstitut für Arzneimittel und Medizinprodukte (BfArM) dazu, EU‑Fristen der Verordnung (EU) 536/2014 (Clinical Trials Regulation) einzuhalten.
- Zweitens etabliert es eine Ethikkommission beim BfArM, die komplexe oder eilige Studien zentral beurteilt.
- Drittens schafft es die Möglichkeit, unter bestimmten Auflagen einen vertraulichen Erstattungsbetrag für patentgeschützte Arzneimittel zu vereinbaren, sofern mindestens 5 % der Studienteilnehmer‑Innen in Deutschland rekrutiert wurden und der Hersteller einen zusätzlichen 9 % Rabatt gewährt.[3]

Parallel wurden strahlenschutzrechtliche Genehmigungen in das Arzneimittelrecht integriert; künftig genügt ein Antrag, um sowohl behördliche als auch Strahlenschutz‑Belange abzudecken. Außerdem ermächtigt das Gesetz das Bundesministerium für Gesundheit (BMG), bundeseinheitliche Musterverträge für Industrie‑initiierte Studien zu erlassen, die Vertragsverhandlungen zwischen Sponsoren und Prüfzentren abzukürzen sollen.

## Kritik und Kontroversen („Lex Lilly“)
Während Verbände der forschenden Industrie das Gesetz als »Meilenstein« würdigten, stieß es auf heftige Kritik. Zentraler Streitpunkt ist die Klausel, mit der Erstattungsbeträge vertraulich vereinbart werden können. Medienrecherchen von SZ, NDR, WDR und Investigate Europe enthüllten interne BMG‑Vermerke, in denen der US‑Konzern Eli Lilly seine milliardenschwere Ansiedlung in Alzey ausdrücklich an die Zusage geknüpft haben soll, solche Geheimpreise zu ermöglichen. In der Folge bürgerte sich der polemische Begriff „Lex Eli Lilly“ für die Regelung ein. Kritiker verweisen darauf, dass Lillys wachstumsstarkes Präparat Mounjaro (Tirzepatid) genau unter die neue Ausnahme falle und die fehlende Preistransparenz Referenzpreissysteme in ganz Europa aushebeln könnte.
Der Verband der Ersatzkassen (vdek) warnt vor Mehrausgaben der GKV in Milliardenhöhe, weil Ärzte künftig keine verlässlichen Preissignale mehr hätten und Wirtschaftlichkeitsprüfungen ins Leere liefen. Transparency International sieht in der »Causa Lex Lilly« ein Musterbeispiel intransparenten Lobbyeinflusses und fordert eine vollständige Offenlegung aller Regierungskontakte mit Industrievertretern.
Auch jenseits der Preisfrage stößt das Gesetz auf Widerspruch. Die Bundesärztekammer bemängelt, dass eine beim BfArM angesiedelte Bundes‑Ethikkommission die Unabhängigkeit der Bewertung klinischer Forschung untergrabe und einen Dammbruch für den Probandenschutz bedeute; Länder‑Ethikkommissionen sähen sich dadurch entmachtet und die föderale Kompetenzordnung ausgehöhlt. Patienten‑ und Fachgesellschaften kritisieren zudem den nach wie vor hohen Dokumentationsaufwand, solange keine harmonisierten IT‑Portale verfügbar sind.